# Mežapark friluftsscene
Mežapark friluftsscene (lettisk: Mežaparka Lielā estrāde) er en stor friluftsscene i bydelen Mežaparks i den nordlige del af Riga, hovedstaden i Letland. Siden 1955 afholdes de lettiske sang- og dansfestivaler på Mežapark friluftsscene. 

## Historie
Friluftsscenen opførtes i 1950 efter et projekt af arkitekt og ingeniør Vladimir Sjnitnijkov (russisk: Владимир Шнитников) i den nordlige del af Mežaparks, som på det tidspunkt ikke var bebygget og kun bestod af fyrreskov. Friluftsscenens scenedel opførtes beliggende i retning mod nordvest, og der blev bygget lange bænke i vingeforme med plads til 30.000 tilskuere – selvom der ved sang- og dansfestivalen i 1988 var op til 200.000 tilskuere. Friluftsscenen gennemgik en renovation i den tidlige begyndelse af 1990'erne, hvor scenens bredde udvidedes fra 85 til 146 meter for at kunne rumme op til 13.000 sangere.